# Nicolae Dobrin

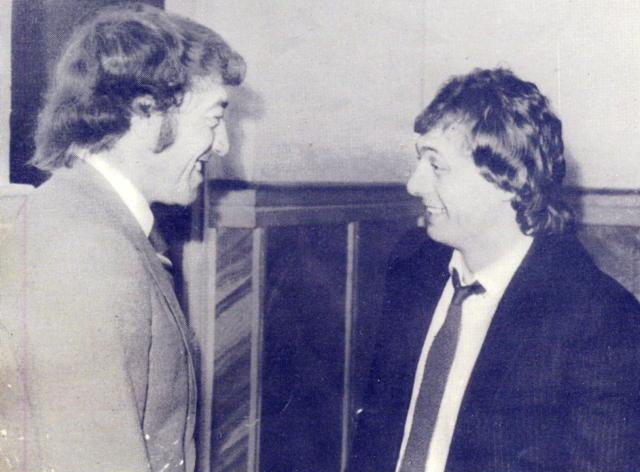
Nicolae Dobrin (stânga) cu Ilie Balaci.

Nicolae Dobrin (n. 26 august 1947, Pitești – d. 26 octombrie 2007, Pitești), cunoscut și ca Gâscanul sau Prințul din Trivale, a fost un fotbalist român. Istoria fotbalului românesc îl reține ca fiind cel mai mare și cel mai bun fotbalist român al tuturor timpurilor, un maestru al driblingului și al fentei, un model în executarea paselor și a loviturilor libere. A fost ales de trei ori cel mai bun fotbalist al României, în anii 1966, 1967 și 1971. Și-a petrecut majoritatea carierei la echipa care în prezent poartă numele de Argeș Pitești .

## Date biografice
S-a născut pe data de 26 august 1947 la Pitești.
A murit pe 26 octombrie 2007, la spitalul județean Pitești, după o lungă luptă, suferind de cancer la plămâni.

## Cariera de fotbalist
A debutat în prima divizie la vârsta de 14 ani și 10 luni, într-un meci Știința Cluj - Dinamo Pitești, dând dovadă de calități tehnico-tactice deosebite. A evoluat aproape întreaga sa carieră pentru echipa FC Argeș Pitești, cu care a câștigat două titluri de campion național, în 1972 și 1979. Dobrin a contribuit decisiv la câștigarea titlului din 1979, înscriind în prelungiri golul victoriei argeșene în fața contracandidaților de la Dinamo București. Într-un singur an, 1981 - 1982 a evoluat la altă echipă, CS Târgoviște, deși a avut oferte de la granzii Universitatea Craiova și Dinamo București. A participat la 409 meciuri în prima divizie națională, înscriind 111 goluri. Ultimul meci în prima ligă a fost FC Argeș - FC Bihor 2-0, pe 14 iunie 1983. În sezonul '85-'86, el a fost antrenor-jucător la CS Botoșani, la clubul moldav realizându-și cu adevărat retragerea din cariera de fotbalist.
Pentru echipa națională a debutat la vârsta de 19 ani, la 1 iunie 1966, cu ocazia meciului de fotbal RFG - România, terminat cu scorul de 1-0. A îmbrăcat tricoul naționalei României de 48 de ori, marcând pentru aceasta de șase ori. Ultimul meci pentru echipa națională a fost cu ocazia meciului România - RDG, desfășurat în 2 aprilie 1980. S-a calificat, împreună cu echipa națională de fotbal a României la Campionatul Mondial de fotbal din Mexic, 1970, unde nu a jucat nici un minut, datorită unui conflict cu antrenorul Angelo Niculescu

## Onoruri
În 1995 a devenit cetățean de onoare al Municipiului Pitești.
Corpul neînsuflețit al marelui argeșean a fost depus în dimineața înmormântării, în incinta tribunei oficiale a stadionului din Pitești, care din 2003 poartă numele „Nicolae Dobrin”. La înmormântarea sa, pe 29 octombrie 2007, au participat peste 5.000 de persoane.
Componenții echipei FC Argeș, formație la care Dobrin a făcut istorie, au purtat în aceeași zi, la Alba Iulia, pe sub echipamentul de joc, tricouri cu chipul fostului fotbalist, iar pe braț au purtat eșarfe alb-violete, cu negru pe margine.
Primarul Piteștiului, Tudor Pendiuc, a solicitat Guvernului României, și președintelui de atunci, Traian Băsescu, să declare data la care a fost înmormântat fostul mare fotbalist „Zi de doliu național”.
A fost decorat, post mortem, cu Ordinul Național „Serviciul Credincios” în grad de Cavaler, pentru întreaga sa carieră de fotbalist.